# Jon D. Fox

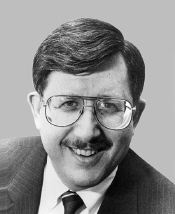
Jon D. Fox

Jon D. Fox (* 22. April 1947 in Abington, Pennsylvania; † 11. Februar 2018 ebenda) war ein US-amerikanischer Politiker. Zwischen 1995 und 1999 vertrat er den Bundesstaat Pennsylvania im US-Repräsentantenhaus.

## Werdegang
Jon Fox besuchte bis 1965 die Cheltenham High School in Wyncote. Danach studierte er bis 1969 an der Pennsylvania State University. Nach einem Jurastudium und seiner 1975 erfolgten Zulassung als Rechtsanwalt begann er in diesem Beruf zu arbeiten. Von 1969 bis 1975 gehörte er auch der Reserve der US Air Force an. In den folgenden Jahren bekleidete er verschiedene Positionen. So war er unter anderem für die General Services Administration tätig. Er war außerdem Gastredner im Presidential Classroom for Young Americans. Zwischen 1976 und 1984 war er auch stellvertretender Bezirksstaatsanwalt. Politisch schloss er sich der Republikanischen Partei an. Zwischen 1984 und 1990 saß er als Abgeordneter im Repräsentantenhaus von Pennsylvania; von 1991 bis 1994 gehörte er dem Bezirksrat im Montgomery County an. 1992 kandidierte er noch erfolglos für den Kongress.
Bei den Kongresswahlen des Jahres 1994 wurde Fox dann aber im 13. Wahlbezirk von Pennsylvania in das US-Repräsentantenhaus in Washington, D.C. gewählt, wo er am 3. Januar 1995 die Nachfolge der Demokratin Marjorie Margolies-Mezvinsky antrat. Nach einer Wiederwahl konnte er dort bis zum 3. Januar 1999 zwei Legislaturperioden absolvieren. Im Jahr 1998 wurde er nicht bestätigt.
Im Jahr 2004 bewarb sich Jon Fox erfolglos um die Rückkehr in den Kongress. Er war verheiratet und hatte einen Sohn.